# フマーム・ターリク
フマーム・ターリク（アラビア語: همام طارق、Humam Tariq、1996年2月10日 -）は、イラクのプロサッカー選手。ペルシアン・ガルフ・プロリーグのエステグラルFC所属。ポジションはMF、左ウインガー等。サッカーイラク代表、U-23同代表。バグダード出身。
日本語では「フマム・タリク」「フマーム・タリク」などと表記されることがある。

## 来歴

### 代表
2012年イラクサッカー史上最年少となる16歳でのフル代表メンバー入りを果たす。
2013 FIFA U-20ワールドカップ4位時のメンバーの一人である。
2014年のアジア大会ではグループリーグの対日本戦での先制ゴールを含む4ゴールを記録した。
AFCアジアカップ2015出場。